# Zodariellum mongolicum
Zodariellum mongolicum är en spindelart som beskrevs av Yuri M. Marusik och Koponen 200. Zodariellum mongolicum ingår i släktet Zodariellum och familjen Zodariidae.
Artens utbredningsområde är Mongoliet. Inga underarter finns listade i Catalogue of Life.